# Tracadie (Île-du-Prince-Édouard)
Tracadie est une communauté dans le comté de Queens sur l'Île-du-Prince-Édouard, au Canada, au sud-ouest de Mount Stewart.
Le nom Tracadie, qui vient du micmac, veut dire "lieu idéal pour camper".
Tracadie est situé sur la rive nord panoramique de l'IPE, sur la baie de Tracadie et est aussi proche de la rivière Hillsborough. C'est surtout une communauté agricole et il y a aussi des fermes de moules dans la baie de Tracadie. Le cœur de la communauté a un centre communautaire, une école élémentaire, une église catholique, un champ de balle molle, une patinoire extérieure et un complexe de logements pour les personnes âgées. Tracadie est près de Charlottetown, le nœud culturel de l'IPE.
Chaque été en août, la communauté célèbre les jours de Tracadie.
John Alexander MacDonald, un ancien membre de la Chambre des communes du Canada et du Sénat du Canada, est né à Tracadie en 1874.